# ثانيت الجنوبية (دائرة انتخابية في المملكة المتحدة)
ثانيت الجنوبية (بالإنجليزية: South Thanet)‏ هي إحدى الدوائر الانتخابية في المملكة المتحدة الممثلة في مجلس العموم في برلمان المملكة المتحدة.
عضو البرلمان الذي يمثلها حالياً هو :Dr Stephen Ladyman (Lab).